# Lipsothrix assamica
Lipsothrix assamica är en tvåvingeart som beskrevs av Alexander 1938. Lipsothrix assamica ingår i släktet Lipsothrix och familjen småharkrankar. Inga underarter finns listade i Catalogue of Life.